# Brione (Trentino)
Brione (im Trentiner Dialekt: Briü, deutsch veraltet: Breon) ist eine Fraktion der italienischen Gemeinde (comune) Borgo Chiese in der Provinz Trient, Region Trentino-Südtirol. Brione war bis 2015 eine eigenständige Gemeinde.

## Lage
Der Ort liegt etwa 45 Kilometer westsüdwestlich von Trient auf einer Höhe von 893 m s.l.m. auf der orographisch rechten Talseite im gleichnamigen vom Chiese durchflossen Valle del Chiese. 

## Geschichte
Die Gemeinde Brione wurde 1920 eingerichtet und hatte bis 1928 Bestand, als der Ort der Gemeinde Condino angeschlossen wurde. 1946 wurde Brione wieder von Condino losgelöst und war bis 2015 eine eigenständige Gemeinde. Am 1. Januar 2016 bildeten die Gemeinden Brione, Condino und Cimego die neue Gemeinde Borgo Chiese, die zur Talgemeinschaft Comunità delle Giudicarie gehört. Zum Zeitpunkt der Auflösung zählte die Gemeinde Brione 121 Einwohner.  